# Oakland City (Indiana)
Oakland City es una ciudad ubicada en el condado de Gibson en el estado estadounidense de Indiana. En el Censo de 2010 tenía una población de 2.429 habitantes y una densidad poblacional de 827,75 personas por km².

## Geografía
Oakland City se encuentra ubicada en las coordenadas 38°20′18″N 87°20′57″O / 38.33833, -87.34917. Según la Oficina del Censo de los Estados Unidos, Oakland City tiene una superficie total de 2.93 km², de la cual 2.93 km² corresponden a tierra firme y (0.18%) 0.01 km² es agua.

## Demografía
Según el censo de 2010, había 2.429 personas residiendo en Oakland City. La densidad de población era de 827,75 hab./km². De los 2.429 habitantes, Oakland City estaba compuesto por el 97.2% blancos, el 0.41% eran afroamericanos, el 0.21% eran amerindios, el 0.58% eran asiáticos, el 0% eran isleños del Pacífico, el 0.54% eran de otras razas y el 1.07% pertenecían a dos o más razas. Del total de la población el 1.98% eran hispanos o latinos de cualquier raza.